# Landschaftsschutzgebiet Obere Lobau
Das Landschaftsschutzgebiet Lobau oder Obere Lobau liegt im 22. Wiener Gemeindebezirk Donaustadt, am Ostrand Wiens.

## Lage und Landschaft
Die Obere Lobau ist ein Teil der Lobau, einem Augebiet am linken, nördlichen Ufer der Donau, flussabwärts von Wien.
Das Landschaftsschutzgebiet erstreckt sich vom Donauufer, wo es nur das Kraftwerk Donaustadt auspart, an Südosttangente (A23)-Knoten Kaisermühlen im Nordwesten, knapp an den Ortskern Aspern, und im Osten die Eßlinger Furt.
Es umfasst die Altarme Schilloch/Alte Naufahrt und Mühlwasser, dazwischen sind die Siedlungsräume um Maschanzkagrund, Schierlinghaufen und Bieberhaufen ausgespart.
Es hat etwa 461 Hektar. Ausgewiesen wurde das Gebiet mit der Lobauverordnung 1978.
Schutzziel ist Schutz des Landschaftsbildes und des Landschaftshaushaltes.
Donauabwärts am Oberleitner Wasser angrenzend beginnt der Nationalpark Donau-Auen (NP 1996), der hier auch als Biosphärenpark und Naturschutzgebiet (Untere) Lobau (AUS03, NSG 32/1978) ausgewiesen ist. Das Landschaftsschutzgebiet gehört nicht zum Nationalpark, aber teilweise dem Biosphärenpark, und bildet eine Pufferzone (Außenzone) zur Stadt, wie das für solche Schutzkategorien üblich ist. Durch die Ausweisung ist eine weitere Urbanisierung des Raumes gebremst.

## Nachweise
- Landschaftsschutzgebiet Lobau, wien.gv.at

1. 1 2  § 3 Verordnung der Wiener Landesregierung betreffend den Schutz der Lobau (Lobauverordnung). LGBl. 1978/32, vom 9. August 1978 (i.d.g.F. online, wien.gv.at).
2. ↑  Biosphärenparks, Umweltbundesamt;
Ingrid Klaffl, Irene Oberleitner, Maria Tiefenbach: Biogenetische Reservate und Biosphärenreservate in Österreich. Umweltbundesamt: Report R-161, Wien 1999, Datenblatt Biosphärenreservat Untere Lobau. S. 288 ff. (pdf, umweltbundesamt.at).